# Imleria parva
Imleria parva — вид грибів, що належить до роду  Imleria.